# Jagdstaffel 55
La Jagdstaffel 55 (in tedesco: Königlich Preußische Jagdstaffel Nr 55, abbreviato in Jasta 55), conosciuta anche come Jasta 1F, era una squadriglia (staffel) da caccia della componente aerea del Deutsches Heer, l'esercito dell'Impero tedesco, durante la prima guerra mondiale (1914-1918).

## Storia
La Jagdstaffel 55 venne fondata il 1º gennaio 1918 presso il Flieger-Abteilung (dipartimento di aviazione) 9 di Schneidemuhl, nel Regno di Prussia (oggi Polonia). Il 25 gennaio venne mobilitata e trasferita a Jenin, in Palestina, allora appartenente all'Impero ottomano. La nuova unità cominciò ad operare il 31 marzo 1918. La squadriglia venne chiamata anche Jasta 1F. Venne trasferita a Derra il 20 settembre 1918 e rimase li fino alla fine della guerra.
Gerhard Wilhelm Flecken fu l'ultimo Staffelführer (comandante) della Jagdstaffel 55 dal 1º giugno 1918 fino alla fine della guerra.
Alla fine della prima guerra mondiale alla Jagdstaffel 55 vennero accreditate 8 vittorie aeree. Di contro, la squadriglia perse otto piloti, un pilota in incidente aereo e uno fatto prigioniero.

## Lista dei comandanti della Jagdstaffel 55
Di seguito vengono riportati i nomi dei piloti che si succedettero al comando della Jagdstaffel 55.
| Grado | Nome                    | Periodo                          |
| ----- | ----------------------- | -------------------------------- |
|       | Karl Meierdirks         | 1 gennaio 1918 - 4 maggio 1918   |
|       | Wilhelm Debus           | 4 maggio 1918 - 1 giugno 1918    |
|       | Gerhard Wilhelm Flecken | 1 giugno 1918 - 11 novembre 1918 |

## Lista delle basi utilizzate dalla Jagdstaffel 55
- Jenin: 31 marzo 1918 – 20 settembre 1918
- Derra: 20 settembre 1918 – 11 novembre 1918

## Lista degli aerei utilizzati dalla Jagdstaffel 55
- Albatros D.III
- Albatros D.V
- Pfalz D.III